# جاوه آتیشن
جاوه آتشین (به انگلیسی: Java Heat) یک فیلم اکشن آمریکایی - اندونزیایی محصول سال ۲۰۱۳ است. در این فیلم به کارگردانی کانر آلین با بازی کلان لاتز و میکی رورک است. فیلم داستان یک آمریکایی مقیم اندونزی که با یک پلیس مسلمان متحد می‌شود تا یک تروریس خطرناک را از پای در بیاورند را روایت می‌کند.

## داستان
یک بمب‌گذار انتحاری خود را در یک مهمانی در جاوه، اندونزی منفجر کرد و گمان می‌رود که دختر سلطان جاوه یکی از قربانیان ناشناس این مهمانی باشد. جیک تراورز (کلان لاتز)، یک آمریکایی که خود را به عنوان دانشجوی فارغ‌التحصیل از دانشگاه کرنل نشان می‌دهد، در صحنه انفجار بود و به عنوان شاهد توسط یک کارآگاه پلیس ستوان هاشم (آریو بایو) محافظت می‌شود. سرانجام جیک به هاشم می‌گوید که او یک مأمور اف‌بی‌آی است که تحقیقات مخفیانه‌ای را انجام می‌دهد و به آنها پیشنهاد می‌کند که با یکدیگر همکاری کنند.
جیک در بازگشت به آپارتمان خود، عکس خالکوبی جسدی که گمان می‌رود متعلق به سلطانا باشد، به یکی از دوستانش فکس می‌کند. دوست جیک به او اطلاع می‌دهد که این خالکوبی معمولاً توسط فاحشه‌های چینی استفاده می‌شود، که این شک جیک را تأیید می‌کند که جسد مال سلطانا نیست. هاشم دوباره با جیک دربارهٔ هویتش روبرو می‌شود. جیک اعتراف می‌کند که او اف‌بی‌آی نیست، بلکه یک تفنگدار دریایی است که فعالیت‌های تروریستی را دنبال می‌کند، زیرا همرزمانش توسط بمب‌های گروه تروریستی مالک کشته شدند. جیک سپس به هاشم پیشنهاد می‌کند که برای یافتن خانواده‌اش با او همکاری کند. جیک بعداً به هاشم اعتراف می‌کند که تروریست‌ها برادر او را نیز کشته‌اند و او در پی انتقام است.

## پاسخ انتقادی
در وب‌سایت جمع‌آوری نقد راتن تومیتوز، این فیلم بر اساس ۱۳ نقد، ۸ درصد و میانگین امتیاز ۳٫۳ از ۱۰ را دارد. در متاکریتیک، فیلم بر اساس ۸ منتقد دارای میانگین وزنی ۳۵ از ۱۰۰ است که نشان‌دهنده «بررسی‌های عموماً نامطلوب» است.